# Finnugor (együttes)
A Finnugor magyar szimfonikus black metal együttes, amely 2001-ben alakult Budapesten. Gabriel Wolf és Noli Darxley kivételével a zenekar tagjai finn származásúak.

## Tagok
- Gabriel Wolf – billentyűk, ének
- Ville Mustanen – gitár
- Aatto Koskinen – ütős hangszerek
- Janne Lahtisaari – basszusgitár

### Korábbi tagok
- Narqath – basszusgitár, billentyűk, ütős hangszerek
- Nola Darxley – ének

## Diszkográfia
- Black Flames (2002)[2]
- Cosmic Nest of Decay (közreműködik: Csihar Attila, DVD, 2003)[3]
- Death Before Dawn (2003)[4]
- Darkness Needs Us (2004)[5]
- Kihylvä (DVD, 2006)[6]
- Voitettuani kuoleman (2006)[7]
- My Sick Files (2007)[8]
- Fame et Morte (2008)[9]